# ハンボルト郡 (アイオワ州)
ハンボルト郡（英: Humboldt County）は、アメリカ合衆国アイオワ州の北部に位置する郡である。2010年国勢調査での人口は9,815人であり、2000年の10,381人から5.5％減少した。郡庁所在地はダコタシティ市（人口843人）であり、同郡で人口最大の都市はハンボルト市（人口4,690人）である。

## 歴史
ハンボルト郡は1851年に、州内では面積最小の郡として設立された。郡名はアレクサンダー・フォン・フンボルトにちなんで名付けられた。1855年7月1日、コスース郡とウェブスター郡から一部領域が付加された。1857年2月26日、郡域は元に戻され、ウェブスター郡は土地を戻しては来なかったので、ハンボルト郡は12郡区のみで構成されることになった。1872年、ハンボルト・カレッジが開設されたが、1916年に課税について郡と合意できなかったために閉鎖された。

## 地理
アメリカ合衆国国勢調査局に拠れば、郡域全面積は453.73平方マイル（1,175.2km2）であり、このうち陸地は434.41平方マイル（1,125.1km2）、水域は1.31平方マイル（3.4km2）で、水域率は0.30％である。ハンボルト郡はその東西にある郡とは異なり、12の郡区しかない。1851年1月15日に標準の16郡区で設立されたが、1855年に一旦郡は廃止された。1857年2月26日に再設立された時、フォートドッジのジョン・ダンコームが郡内南側にあった4郡区をウェブスター郡に「貸し付ける」というトリックで割譲させた。

### 主要高規格道路
- アメリカ国道169号線
- アイオワ州道3号線
- アイオワ州道15号線
- アイオワ州道17号線

### 隣接する郡
- コスース郡 - 北
- ハンコック郡 - 北東
- ライト郡 - 東
- ウェブスター郡 - 南
- ポカホンタス郡 - 西
- パロアルト郡 - 北西

### 公園

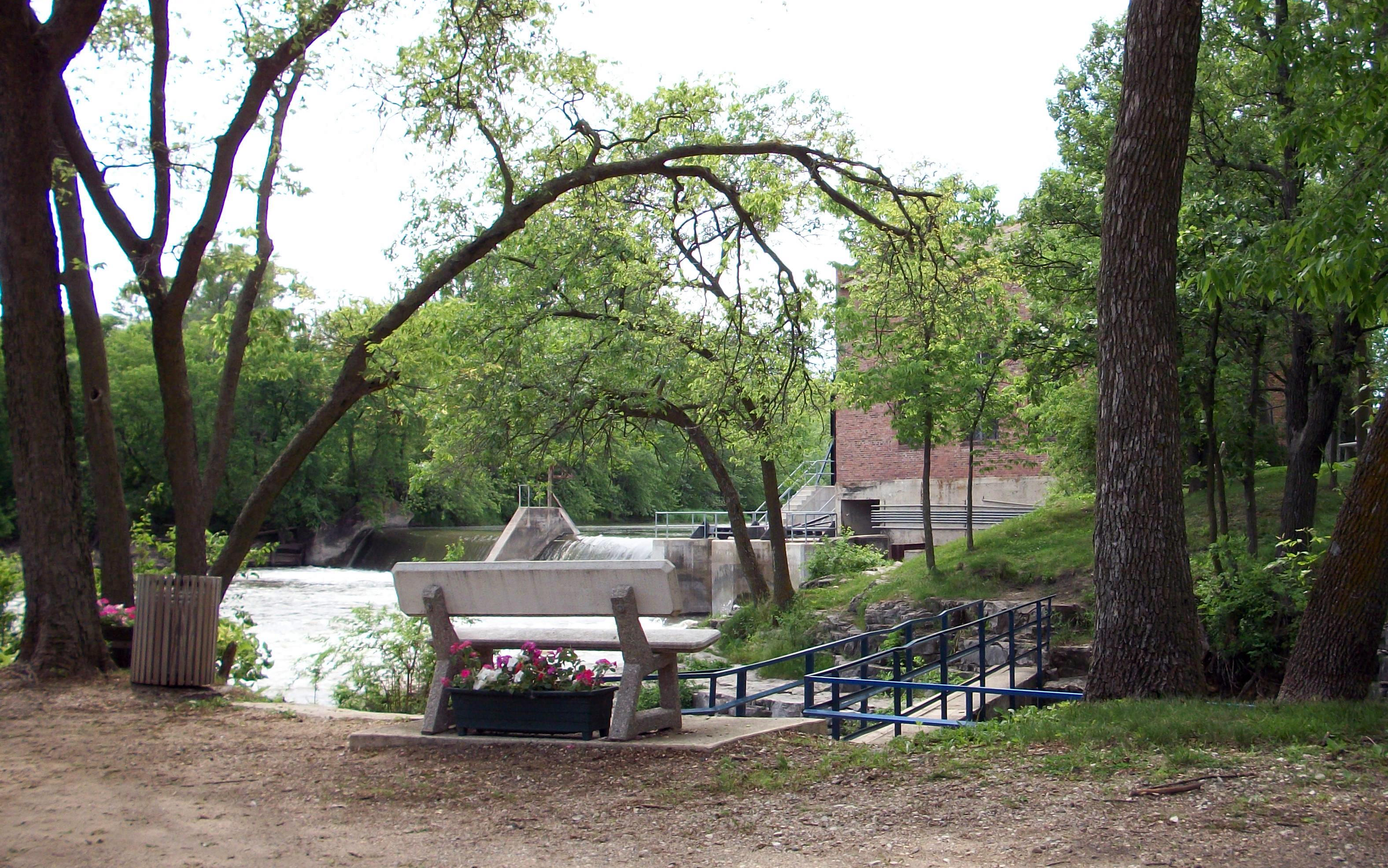
ローズミル公園のラトランド・ダム

郡内に州立公園は無いが、郡立公園はある。ハンボルト市の皆民フランク・A・ゴッチ郡立公園がある。この公園はハンボルト市の出身のレスラーで世界チャンピオンになり、一度も負けなかったフランク・ゴッチに因んで名付けられた。ゴッチの子供時代を過ごした農園近くにあり、デモイン川の東支流と西支流の合流点にも近い。公園の中にはキャンプ場があり、以前は鉄道が通っていた橋もある。この橋はスリーリバーズ・トレイの一部となっており、このトレイル自体がイーグル・グローブから西のロルフまで通っていた鉄道の跡である。
ブラッドゲイト近くにウィロウ・アクセス・エリアがある。ここの森は深い。ラトランドの南にはローズミル公園がある。キャンプ場があり、ラトランド・ダムやデモイン川の西支流に行くことができる。ダムは現在改修中であり、公園の大半は新しい。川は樹木のある石灰岩断崖と草の多い岸で知られている。

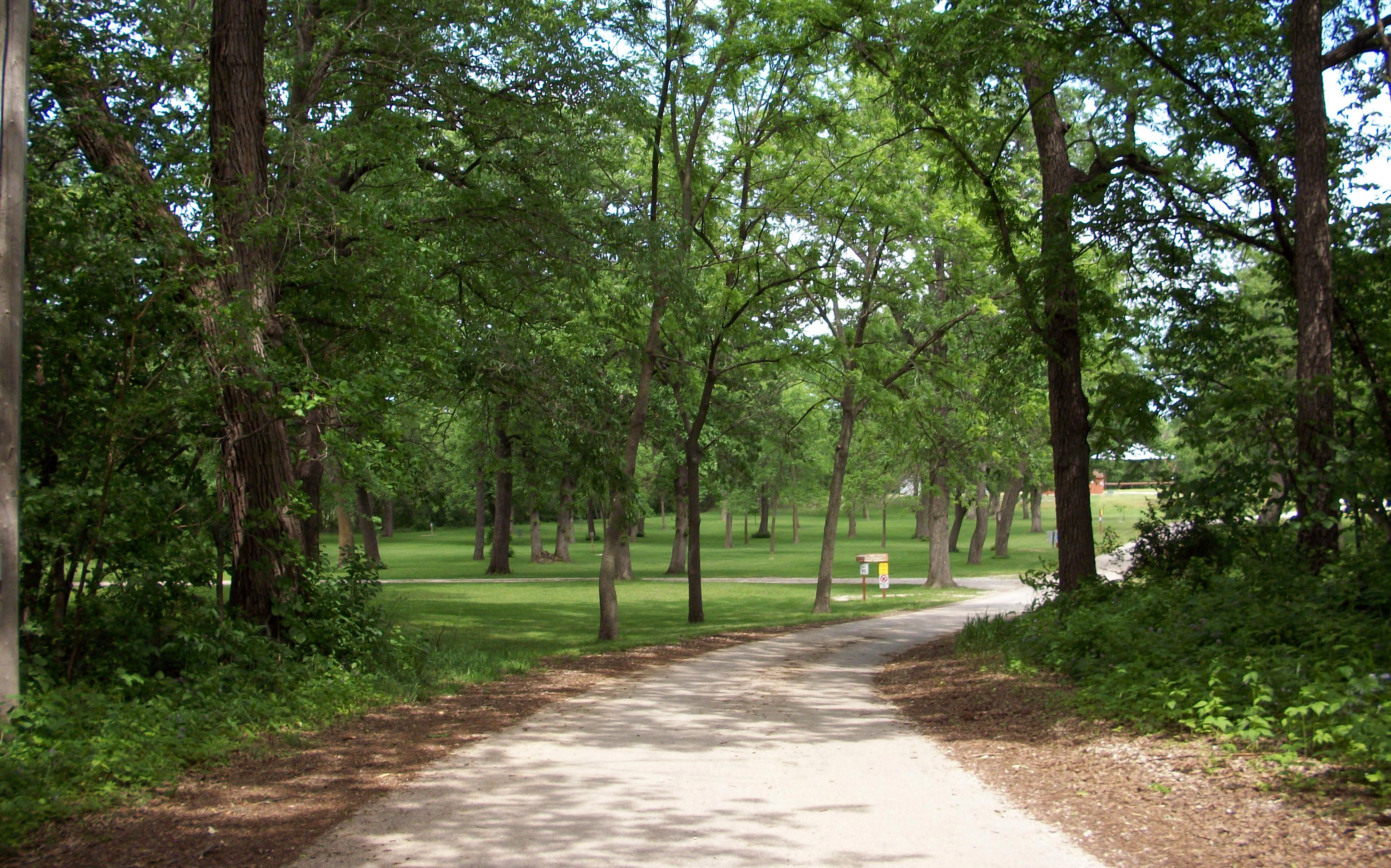
ジョー・シェルダン公園の低部

下流のハンボルト市近くにはオックスボー公園があり、ボート乗り場や景観の良い開放地がある。公園の南端はアイオワ州道3号線であり、その南はジョー・シェルダン公園である。この公園は2つの部分に分かれ、1つはキャンプ場、1つはレクリエーションに使われている。この公園の低部からデモイン川の西支流にアクセスできる。
川に沿って下るとノコミス湖となり、森や小さな池が親しまれている。コットンウッド・トレイルが通っている。
リバモアの西にはロッツ公園があり、ロッツ・クリークにアクセスできる。この公園にはベンチやピクニックテーブルがある。オットーソンの南にはオットーソン湿地州立動物管理地域であり、民間ではオットーソン・ポトルズと呼ばれている。ダコタシティの東にはダコタシティ川の公園があり、古いダムが近く本ボルト郡歴史博物館がある。パイオニア近くにはパイオニア・プレーリーポトル野生生物地域がある。

## 人口動態

### 2010年国勢調査
以下は2010年国勢調査による人口統計データである。
基礎データ
- 人口: 9,815人
- 人口密度: 9人/km2（23人/mi2）
- 住居数: 4,684軒
- 使用住居: 4,209軒[9]

### 2000年国勢調査

2000人口ピラミッド

| 基礎データ - 人口: 10,381人 - 世帯数: 4,295 世帯 - 家族数: 2,881 家族 - 人口密度: 9人/km2（24人/mi2） - 住居数: 4,645軒 - 住居密度: 4軒/km2（11軒/mi2） 人種別人口構成 - 白人: 98.63% - アフリカン・アメリカン: 0.11% - ネイティブ・アメリカン: 0.06% - アジア人: 0.23% - 太平洋諸島系: 0.10% - その他の人種: 0.40% - 混血: 0.47% - ヒスパニック・ラテン系: 0.96% 年齢別人口構成 - 18歳未満: 24.9% - 18-24歳: 7.0% - 25-44歳: 24.6% - 45-64歳: 22.5% - 65歳以上: 21.0% - 年齢の中央値: 41歳 - 性比（女性100人あたり男性の人口） - 総人口: 95.7 - 18歳以上: 92.2 | 世帯と家族（対世帯数） - 18歳未満の子供がいる: 29.7% - 結婚・同居している夫婦: 57.4% - 未婚・離婚・死別女性が世帯主: 6.4% - 非家族世帯: 32.9% - 単身世帯: 29.8% - 65歳以上の老人1人暮らし: 16.3% - 平均構成人数 - 世帯: 2.38人 - 家族: 2.94人 収入と家計 - 収入の中央値 - 世帯: 38,201米ドル - 家族: 46,510米ドル - 性別 - 男性: 31,004米ドル - 女性: 22,312米ドル - 人口1人あたり収入: 18,300米ドル - 貧困線以下 - 対人口: 8.3% - 対家族数: 5.3% - 18歳未満: 13.8% - 65歳以上: 5.1% |

## 都市と町

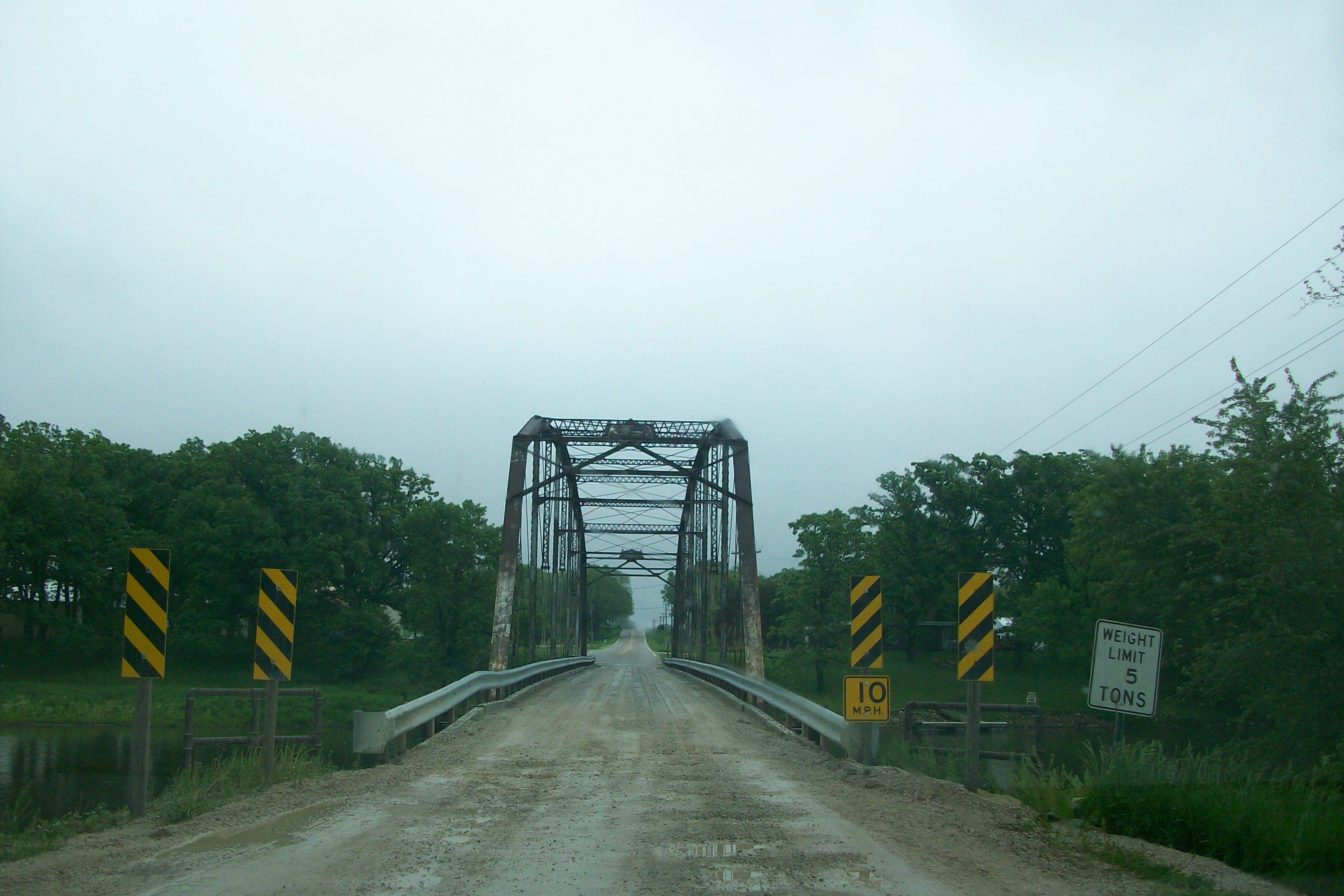
バークハイマー橋ハンボルト市北西にあり、1899年の建設である

- ハンボルト
- ダコタシティ - 郡庁所在地
- ボード
- ブラッドゲイト
- ギルモアシティ
- ハーディ
- リブモア
- ルベルヌ
- オットーソン
- パイオニア
- レニック
- ラトランド
- ソーア

### ゴーストタウン
- ユニーク

### 郡区
- エイブリー郡区
- ビーバー郡区
- コリント郡区
- デラナ郡区
- グローブ郡区
- ハンボルト郡区
- レイク郡区
- ノーウェイ郡区
- ラトランド郡区
- ヴァーノン郡区
- ワコスタ郡区
- ウィーバー郡区